# Folklore danés

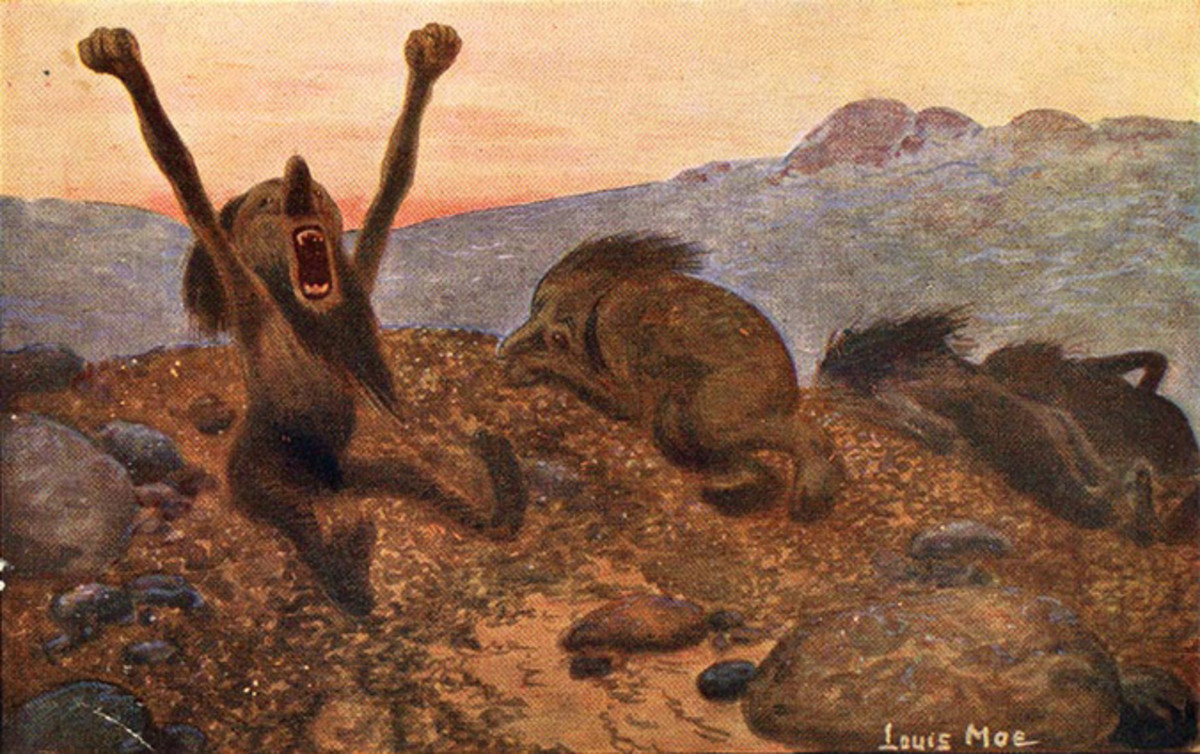
Troles viviendo en las colinas, postal de 1918.

El folklore danés consiste en cuentos populares, leyendas, canciones, música, bailes, creencias y tradiciones populares trasmitidas por los habitantes de las ciudades y pueblos de todo el país; a menudo se transmiten de boca en boca. Al igual que en los países vecinos, el interés por el folclore creció con un sentimiento emergente de conciencia nacional en el siglo XIX en Dinamarca. Los investigadores viajaron por todo el país coleccionando innumerables cuentos populares, canciones y dichos mientras observaban la vestimenta tradicional en las distintas regiones. El folklore de hoy forma parte del patrimonio nacional, representado en particular por las tradiciones nacionales y locales, las canciones, los bailes populares y la literatura. 

## Historia
Al igual que en el resto de Europa, el interés por el folklore danés fue el resultado de las tendencias nacionales e internacionales de principios del siglo XIX.  En particular, el movimiento del romanticismo alemán se basaba en la creencia de que existía una relación entre el idioma, la religión, las tradiciones, las canciones y las historias y los que las practicaban. Las raíces comunes alentaron a los habitantes de un país a compartir el concepto de una nación moderna. El enfoque se extendió a países más pequeños y oprimidos, cuyos políticos e intelectuales trabajaron para desarrollar la conciencia de la población sobre una etnia común. Esto ocurrió en Dinamarca después de las Guerras Napoleónicas y la pérdida de Noruega en 1814 y, sobre todo, después de la pérdida de Schleswig a favor de Alemania en 1864. Nació una nueva conciencia de los orígenes comunes, que animó a los estudiosos a investigar la vida cotidiana de la gente del campo, en un momento en que los cuentos populares, la poesía, las canciones y las creencias comenzaban a desaparecer. Al documentar la cultura popular, estos intelectuales creían que habían salvaguardado un activo que había sido transmitido por la tradición oral desde la Edad Media o incluso antes.
Hoy se reconoce que solo una fracción de las fuentes se remonta más allá del Renacimiento.  Además, las tradiciones cambiaron con el tiempo mientras nacían las nuevas tendencias. Sin embargo, la investigación y los archivos compilados en el siglo XIX por Svend Grundtvig , Henning Frederik Feilberg y Evald Tang Kristensen han contribuido a una mejor apreciación y comprensión del folclore danés.

## Música y baile folklórico

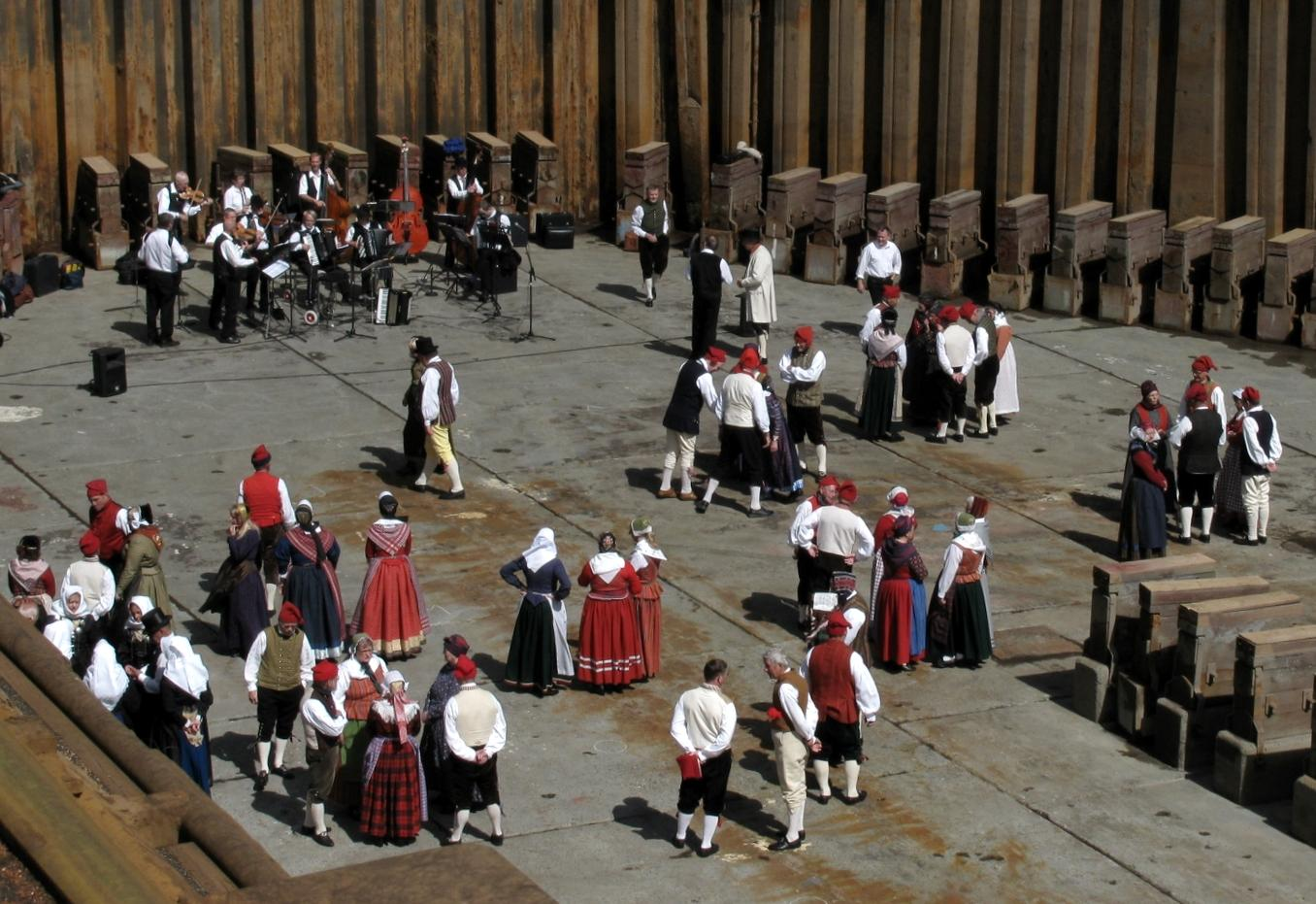
Baile folklórico en Frederikshavn, junio de 2009

A través de los siglos, el baile ha formado una parte clave de las celebraciones en Dinamarca.  Las reuniones festivas a menudo se llevaban a cabo en granjas donde los bailes en cadena o las secuencias de rotación brindaban oportunidades para que todos se unieran, incluso si la sala estaba repleta. En los siglos XVII y XVIII, la música en Dinamarca solo podía ser interpretada en la mayoría de las zonas por músicos de la ciudad oficialmente designados ( stadsmusikanter ) que tocaban junto con sus aprendices en reuniones familiares, festividades locales e incluso en iglesias. Sin embargo, hubo algunas excepciones, como Bornholm, Amager y Fanø que mantuvieron sus propias tradiciones. Como a los músicos de la ciudad no les gustaban los instrumentos tradicionales como la batería, la gaita y la zanfona, el violín se utilizaba cada vez más para la música de baile.
En la segunda mitad del siglo XVII, se introdujeron bailes de parejas de Polonia, especialmente los pols, una variante de la polska , que luego será seguida por el minueto. Bailes que se hicieron populares en el siglo XIX como el vals y variantes danesas de contradanzas y bailes de figuras como el hopsa, rheinlaender, galop, sveitrit y schottish. 
Quienes participaban en las festividades usaban sus mejores trajes de domingo, que diferían un poco de una región a otra, pero invariablemente se hacían en casa con lana o lino. A mediados del siglo XIX, los trajes tradicionales y las danzas comenzaron a extinguirse. Pero a principios del siglo XX, cuando hubo un renovado interés en el patrimonio nacional, varios grupos comenzaron a revivir la música, los bailes y los trajes. En 1901, se fundó en Copenhague la Sociedad para la Promoción del Baile Popular Danés ( Foreningen til Folkedansens Fremme ), que llevó a las sociedades de baile locales de todo el país. Hoy en día hay más de 12,000 bailarines folclóricos pertenecientes a 219 clubes locales que ofrecen cursos de música, baile y confección.

## Trajes nacionales

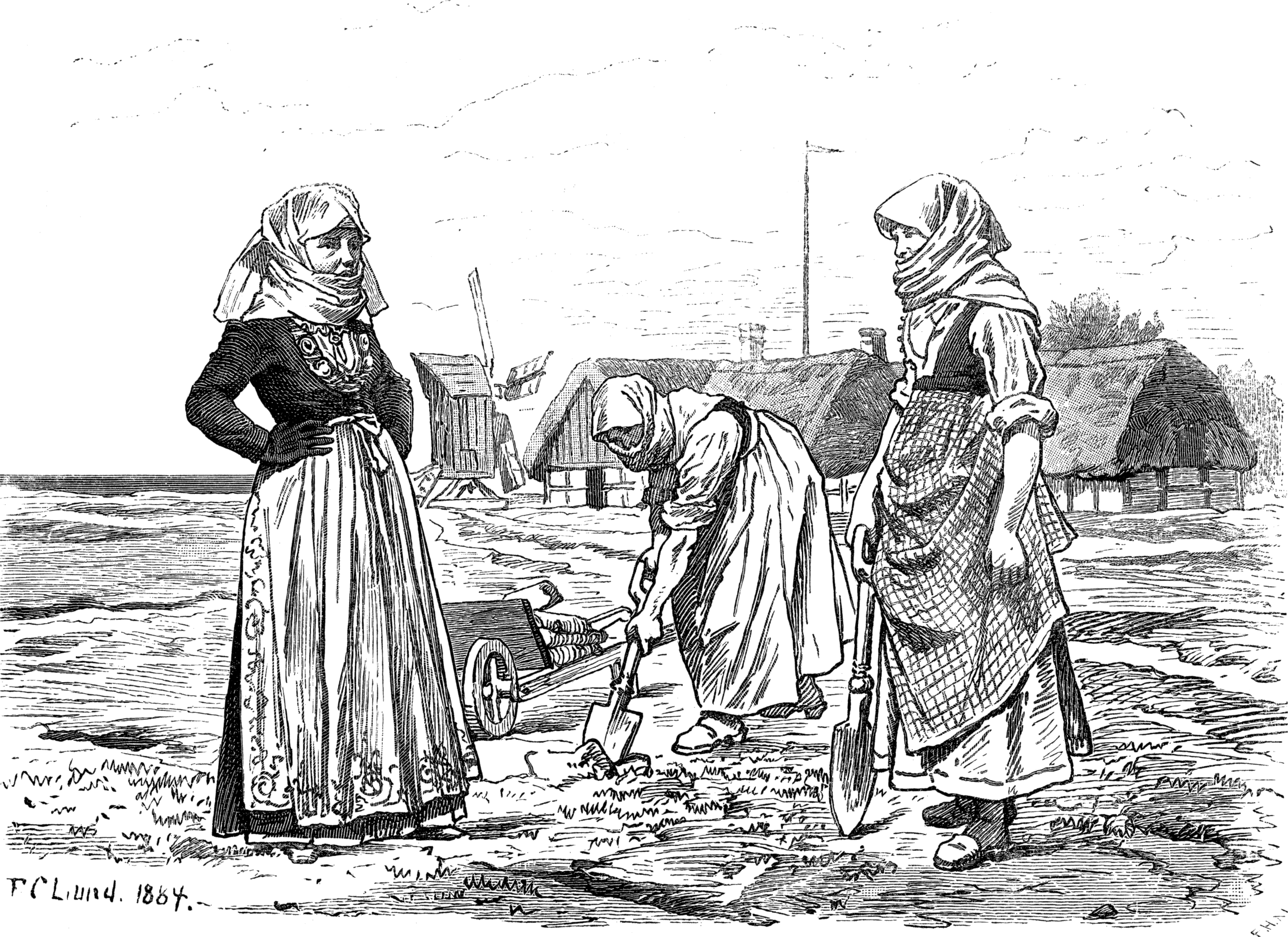
Frederik Christian Lund: Mujeres de Læsø (1884)

Los trajes tradicionales de Dinamarca, aunque varían de una región a otra, se remontan aproximadamente al período entre 1750 y 1900, cuando la ropa a menudo se hacía en casa con hilados de lana o lino. En las comunidades rurales, la fabricación de prendas de vestir tanto para los miembros de la familia como para los sirvientes era una parte importante de la vida cotidiana. Por lo general, estaban hechos de tela de lana, tejidos por las propias mujeres o por un tejedor profesional. Muchos de los patrones, basados en una gama limitada de colores de tintes vegetales, eran comunes a casi todas las partes del país. Las variaciones en el vestuario entre las regiones se pueden ver mejor en el  atuendo de los domingos de las mujeres, especialmente en la disposición del tocado siempre presente, ya sea en forma de gorro o bufanda. El tocado a menudo consistía en un gorro, una pieza de lino debajo y una bufanda para mantenerlo en su lugar, ya sea en encaje ancho o en tul bordado. En la isla de Zelanda, existía la tradición de llevar bonetes bordados con hilos de oro y plata.
Las faldas o las enaguas eran largas, debajo de  la capa e invariablemente cubiertas por un delantal de seda fina o gasa bordado. La parte superior del cuerpo estaba cubierta por una chaqueta de tela o una blusa. En algunas regiones se llevaba un corpiño ajustado con ganchos o con cordones en la parte delantera. Las faldas, chaquetas y corpiños estaban bordeados y decorados con cinta de seda plana o estampada, mientras que se llevaban bufandas ligeras alrededor del cuello para cubrir los hombros y la garganta. Al igual que las mujeres, la ropa de los hombres estaba hecha principalmente de lino y lana, pero los calzones eran a menudo de cuero. Largas medias de lana blancas tejidas en casa llegaban por encima de la rodilla. Además de las camisas largas, los hombres llevaban varios jerséis y chaquetas. Los adinerados mostraban botones de plata, aunque generalmente eran de hojalata o incluso de cuerno. Los hombres y las mujeres generalmente usaban zuecos, mientras que los hombres a menudo llevaban botas altas de cuero y los hombres y las mujeres usaban zapatos de vestir de cuero con una hebilla en la parte delantera.

El artista Frederik Christian Lund, que había viajado a través de Dinamarca como soldado en la Primera Guerra de Schleswig, dibujó personas con trajes locales en varias partes del país. Completó su colección de 31 bocetos en color en 1864, publicándolos como litografías en color en Danske Nationaldragter (trajes nacionales daneses). 

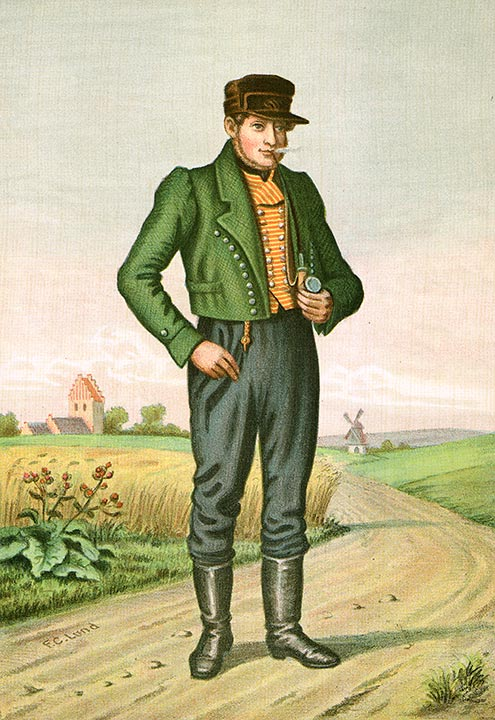
Granjero de Zelanda
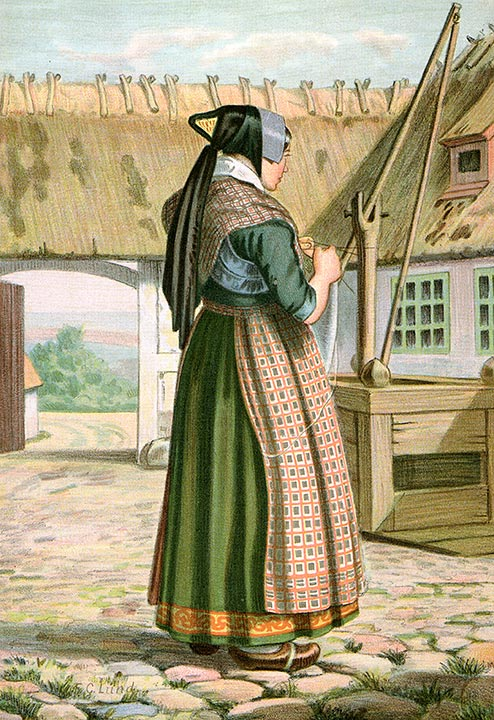
Mujer de Haudrup
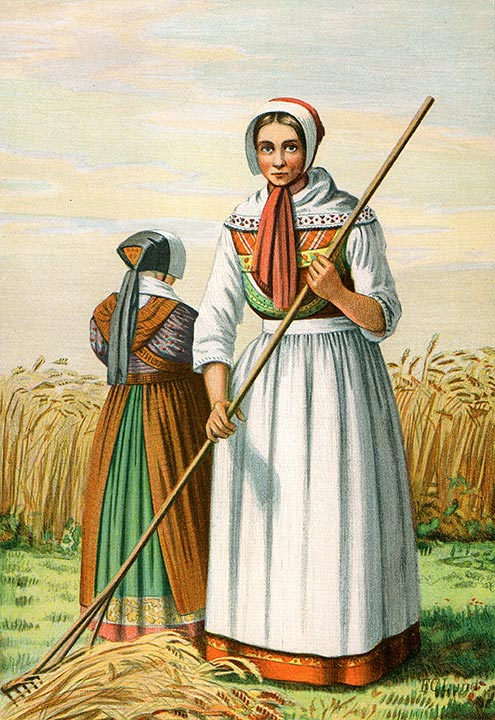
Chica de Hedebo
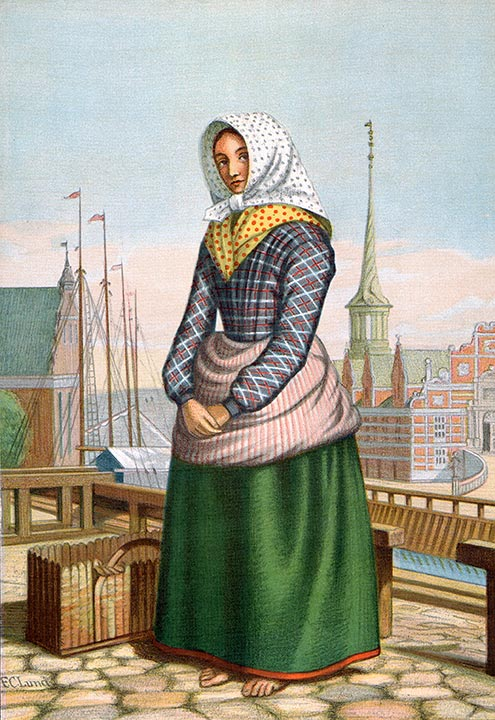
Chica de Skovshoved
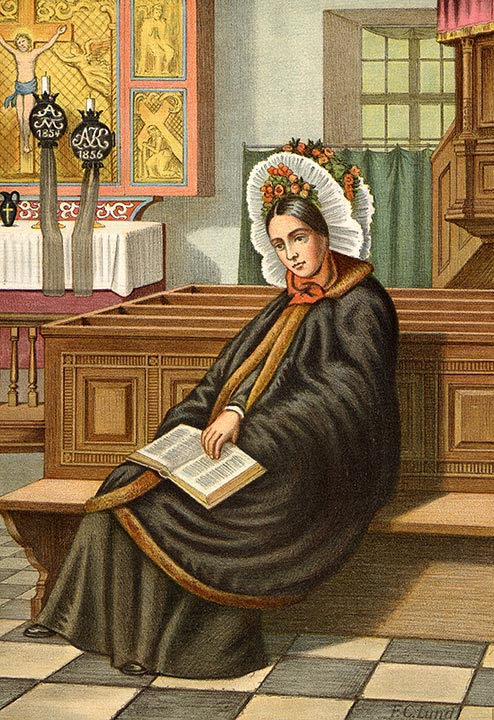
Mujer de Bornholm

## Cuentos populares y figuras legendarias

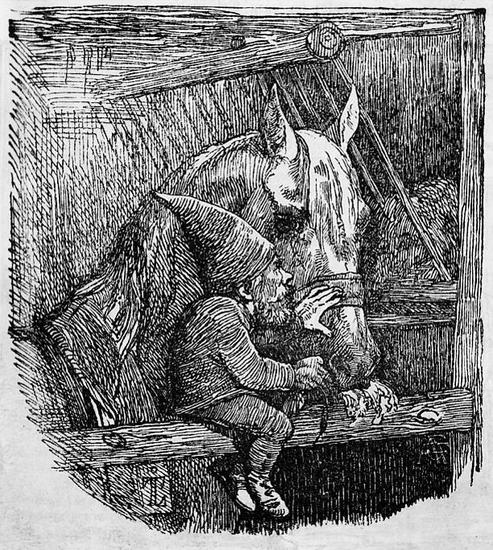
Johan Thomas Lundbye: Nisse (1842)

En 1817, el historiador y escritor de arte Just Mathias Thiele comenzó a realizar trabajos de catalogación de forma voluntaria en la Biblioteca Real de Copenhague, donde compiló una breve obra titulada Prøver af danske Folkesagn (Muestras de cuentos populares daneses). Esto iba a llevar a una investigación mucho más significativa, inspirada en parte por las colecciones de cuentos de hadas de los Hermanos Grimm y en parte por el creciente interés de Dinamarca en el romanticismo. Viajó por todo el país, grabando y escribiendo leyendas, atrayendo el apoyo de figuras influyentes como el historiador literario Rasmus Nyerup, quien escribió un prólogo que enfatiza el significado multifacético de la empresa. Su colección de cuatro volúmenes de cuentos populares daneses ( Danske Folkesagn ) se publicó entre 1819 y 1823. La forma en que presentó las historias, registrando las narrativas proporcionadas por la gente local que conoció, sirvió de ejemplo y método de trabajo para el trabajo posterior de Svend Grundtvig, Evald Tang Kristensen, Axel Olrik y Hans Ellekilde, quienes documentaron más  leyendas y cuentos populares de toda Dinamarca. Como Nyreup había previsto, el trabajo tenía una dimensión adicional: "Proporcionar material para poetas y temas que podían tener más desarrollo".  Su colección tuvo una profunda influencia en la Edad de Oro danesa, inspirando los cuentos de Hans Christian Andersen, los cuentos de Steen Steensen Blicher, las obras de Johan Ludvig Heiberg y la poesía de Christian Winther. De hecho, sentó las bases de Avance moderno de Dinamarca y del movimiento de literatura regional que dominó los círculos literarios de élite más tarde en el siglo XIX.
Numerosos cuentos populares daneses contienen figuras míticas como trolls, elfos, duendes y ánimas, así como figuras tomadas de la mitología nórdica.  La nisse es una figura legendaria particularmente conocida en el folklore danés, que aparentemente se remonta a los tiempos precristianos cuando se creía que había dioses domésticos. Otros países escandinavos también tienen figuras similares y hay similitudes con los brownies y las hobs ingleses. Just Mathias Thiele reunió leyendas sobre los nisse en su Danske Folkesagn (Folklore Danés) (1819–1823), que alentó a artistas como Johan Thomas Lundbye a representar la julenisse (Navidad de los nisse) más tarde en el siglo XIX. Vestido de gris con una gorra roja puntiaguda, no era más alto que un niño de 10 años. Tradicionalmente, cada granja tenía su propia nisse viviendo en el desván o en un establo. Las criaturas serían útiles si se las trataba adecuadamente, por ejemplo, dándoles un tazón de papilla con  mantequilla por la noche, pero si no se les da ese tratamiento, también podrían causar problemas.